# Manlio Boezio
Flavio Nar. Manlio Boezio (latino: Flavius Nar. Manlius Boethius; fl. 480-487) fu console e praefectus urbi della Roma tardo-antica.

## Biografia
Il padre di Manlio Boezio potrebbe essere quel Boezio che fu prefetto del pretorio d'Italia e la cui morte fu ordinata dall'imperatore Valentiniano III nel 454. Suo figlio dovrebbe essere il filosofo Anicio Manlio Torquato Severino Boezio.
Gli inizi della sua carriera non sono noti; raggiunse il rango di vir clarissimus et inlustris, ricoprì una prima volta la carica di praefectus urbi, poi quella di prefetto del pretorio d'Italia tra il 480 e il 486. Nel 487 ottenne il consolato senza colleghi (ma non fu riconosciuto in Oriente), il patriziato e la prefettura urbana di Roma per la seconda volta. Morì abbastanza presto, durante l'infanzia del figlio.
Il suo dittico consolare, conservato a Brescia nel Museo di Santa Giulia, presenta in forma abbreviata il suo nome, nar. Questo nome è stato interpretato come la contrazione di n(onius) ar(rius), come nar(ses) oppure emendato in mar e ricostruito come Marius.